# GOLDEN☆BEST 岩崎宏美
『GOLDEN☆BEST 岩崎宏美』（ゴールデンベスト いわさきひろみ）は、岩崎宏美のベスト・アルバム。2007年3月21日発売。発売元はビクターエンタテインメント。規格品番VICL-62342。

## 解説
各レコード会社から発売されている『ゴールデン☆ベスト』シリーズの中の1枚。新規参入したビクターエンタテインメントから発売された『ゴールデン☆ベスト』第1号。
選曲は、オリコン・ヒットチャートでのセールス記録が高い順に、上位20タイトルが収録されている（両A面シングルを含み収録曲数は全21曲）。初出場した『第26回NHK紅白歌合戦』（1975年）から、『第36回NHK紅白歌合戦』（1985年）までの10年間の歌唱曲がほぼ網羅されている（第31回の「摩天楼」と第35回の「20の恋」を除く）。
売上順に収録、という明瞭なコンセプトやCDトレイ下の工夫などは、後発の『GOLDEN☆BEST 桜田淳子』『GOLDEN☆BEST 石野真子』などに受け継がれ、ロングヒットとなっている。

## 収録曲
1. ロマンス （3:18）
  - 作詞: 阿久悠、作曲・編曲: 筒美京平

第26回NHK紅白歌合戦 歌唱曲（初出場）。レコード・デビューした年に紅白出場という快挙を成し遂げ、紅組司会の佐良直美からは「芸能界始まって以来のスピード出世」と紹介された。なお、1970年代に活躍した若手女性歌手ではほかに、南沙織・小柳ルミ子・アグネス・チャン・高田みづえがデビュー1年目に紅白出演を達成している。
2. 聖母たちのララバイ （4:19）
  - 作詞: 山川啓介、作曲: ジョン・スコット・木森敏之、編曲: 木森敏之

第33回NHK紅白歌合戦 歌唱曲。NHKで初めてこの曲が歌われたのが紅白だった。
日本テレビ系『火曜サスペンス劇場』初代エンディングテーマ
第55回選抜高等学校野球大会 入場曲
3. センチメンタル （3:24）
  - 作詞: 阿久悠、作曲・編曲: 筒美京平

第48回選抜高等学校野球大会 入場曲
4. 思秋期 （4:16）
  - 作詞: 阿久悠、作曲・編曲: 三木たかし

阿久悠が亡くなって間もなく放送された2007年夏のNHK『第39回思い出のメロディー』では、追悼として歌われた。
5. ファンタジー （3:02）
  - 作詞: 阿久悠、作曲・編曲: 筒美京平

第27回NHK紅白歌合戦 歌唱曲
6. 家路 （4:15）
  - 作詞: 山川啓介、作曲・編曲: 木森敏之

第34回NHK紅白歌合戦 歌唱曲
日本テレビ系『火曜サスペンス劇場』エンディングテーマ
7. すみれ色の涙 （2:53）
  - 作詞: 万里村ゆき子、作曲: 小田啓義、編曲: 萩田光雄

第32回NHK紅白歌合戦 歌唱曲。元は1968年、ジャッキー吉川とブルー・コメッツがリリースした『こころの虹』のB面に採用されていたカバー曲である。
8. 未来 （3:15）
  - 作詞: 阿久悠、作曲・編曲: 筒美京平
9. ドリーム （3:24）
  - 作詞: 阿久悠、作曲・編曲: 筒美京平
10. 万華鏡 （4:44）
  - 作詞: 三浦徳子、作曲・編曲: 馬飼野康二

第30回NHK紅白歌合戦 歌唱曲。霊的な声が聴こえる、と云われることが多いが、レコーディング時における編集ミスの類だと判明している。
11. 熱帯魚 （3:26）
  - 作詞: 阿久悠、作曲・編曲: 川口真
12. 霧のめぐり逢い （3:16）
  - 作詞: 阿久悠、作曲・編曲: 筒美京平
13. 想い出の樹の下で （3:35）
  - 作詞: 阿久悠、作曲・編曲: 筒美京平
14. 二十才前 （3:53）
  - 作詞: 阿久悠、作曲・編曲: 穂口雄右

この曲のレコーディング時に風邪をひいていたため、風邪声で録音されたものが初回プレスのシングル盤に収録されたが、再版のシングル盤では録音しなおされたものに差し替えられた。以降、ベスト盤などに収録される際は再録音版に統一されたため、初回プレス版はお蔵入りとなっていた。しかし2007年、30年ぶりに復刻盤オリジナル・アルバム『二十才前…+4』のボーナス・トラックとして蘇っている。
15. 悲恋白書 （3:07）
  - 作詞: 阿久悠、作曲: 大野克夫、編曲: 萩田光雄

第28回NHK紅白歌合戦 歌唱曲。PL学園のバトンチームがステージを彩った。
16. 春おぼろ （3:22）
  - 作詞: 山上路夫、作曲・編曲: 筒美京平

同曲でTBSテレビ『ザ・ベストテン』に初ランクインとなった。
17. 決心 （4:01）
  - 作詞: 山川啓介、作曲: 奥慶一、編曲: 萩田光雄

第36回NHK紅白歌合戦 歌唱曲
18. 夢狩人 （3:52）
  - 作詞: 松井五郎、作曲・編曲: 奥慶一

三貴カメリアダイヤモンド コマーシャルソング。上述の「決心」と両A面シングル扱いである。
19. シンデレラ・ハネムーン （3:57）
  - 作詞: 阿久悠、作曲・編曲: 筒美京平

第29回NHK紅白歌合戦 歌唱曲。ものまねタレント・コロッケのレパートリー曲でも知られ、岩崎は一時同曲を封印した時期があった。
20. 二重唱（デュエット） （2:58）
  - 作詞: 阿久悠、作曲: 筒美京平、編曲:萩田光雄

デビュー曲。当時のキャッチコピーは「天まで響け 岩崎宏美」であった。
21. 檸檬 （3:12）
  - 作詞: 松本隆、作曲: 鈴木キサブロー、編曲: 萩田光雄